# Bless the Beasts and Children (tiểu thuyết)
Bless the Beasts and Children là một tiểu thuyết được phát hành năm 1970 bởi nhà văn người Mỹ Glendon Swarthout.